# 寺内大吉
寺内 大吉（てらうち だいきち、1921年10月6日 - 2008年9月6日）は、作家、スポーツライター、浄土宗の僧侶。本名は成田 有恒（なりた ゆうこう）。

## 経歴・人物
東京府荏原郡世田谷村（現在の世田谷区）生まれ。生家は浄土宗の大吉寺である。東京府立第六中学校（現東京都立新宿高等学校）卒業後、1945年に大正大学宗教学部卒業。大学在学中から富沢有為男の下へ出入りして文学を学び始めると共に、生家である大吉寺の住職となる。
1955年に「逢春門」で第47回サンデー毎日大衆文芸賞、翌1956年には「黒い旅路」で第8回オール新人杯受賞。この頃に記者として取材に訪れた司馬遼太郎と知り合い、1957年には彼らと同人誌「近代説話」を創刊、1961年には同誌に掲載した「はぐれ念仏」で第44回直木三十五賞受賞。その後1983年には長編『念仏ひじり三国志』で第37回毎日出版文化賞受賞。関西文芸界の世話役として知られるようになる。
世間には『なまぐさ坊主作家』として知られるようになり、やがて小説を執筆する傍ら、スポーツ番組の解説者としてテレビに出演していたが、公の場に姿を現すときには必ずベレー帽をかぶっていたことから、いつしかベレー帽が寺内のトレードマークとなった。
また浄土宗僧侶としても数々の役職をこなし、1991年から2001年までは浄土宗宗務総長を務め、同時に学校法人浄土宗教育資団（現・学校法人佛教教育学園、佛教大学などを運営）の理事長も務める。宗務総長在任期は宗派内の知恩院派（京都）と増上寺派（関東）との融和につとめた。2001年からは増上寺第87代法主となる。
2008年9月6日午後5時12分、心不全のため東京都文京区の病院にて遷化。86歳没。密葬は増上寺で執り行われた。法名は「天蓮社大僧正超誉上人英阿大吉有恒大和尚」。

## スポーツ評論
作家としてだけではなくスポーツ評論家としても活躍しており、TBSのキックボクシング中継（「YKKアワー キックボクシング中継」等）及び特別競輪決勝戦中継の解説者としてテレビに出演するなど、野球、ボクシング、競輪など多岐に亘る評論活動も行っていた経歴がある。1973年に放送された『ウルトラマンタロウ』（TBS系）の第2話「その時ウルトラの母は」・第3話「ウルトラの母はいつまでも」にボクシングジムの会長役として出演し、オープニングには、「特別出演」と記載されていた。
競輪は師匠にあたる富沢有為男に教えられたもので、富沢が福島県在住であったため度々現地を訪れ近隣の競輪場に足を運んだことから、平と会津（共に当時）の競輪場に愛着を持つようになる。やがて論客および評論家として、競輪の作品やエッセイを執筆するだけでなく選手のニックネームの名づけ人としても有名になった。また長らく南関東自転車競技会に「世話人」として名を連ね、毎年抽選で選ばれたファンと共に、日本競輪学校への日帰り旅行に同行するなどして、一般のファンとの直接対話にも努めていた。往時を知るファンや選手からは「（競輪）和尚」と呼ばれている。
競輪界では生前の功績を讃えるため、2008年より毎年12月に行われるKEIRINグランプリシリーズのS級戦を寺内大吉記念杯として開催している。これは過去に立川競輪場で開催されていた同じ直木賞作家の阿佐田哲也杯を受け継いだ「冠杯」である。

## 作家活動
初期はスポーツ小説やギャンブル小説など世俗的な作品を中心に執筆していたが、後年は仏教関係の入門書や小説が作品の中心となっていた。
いくつかの作品が原作として映画化やドラマ化されており、そのうち『競輪上人随聞記』は1963年に『競輪上人行状記』として西村昭五郎監督で、短篇『すぷりんたあ』（スポーツ文学全集収録）は、1968年に『セックス・チェック 第二の性』として増村保造監督で、それぞれ映画化されている。
しかし作家としての作品の多くは、僧侶としての知識を活かし、また独自の哲学や宗教観を強く反映したものが多い。その中でも『化城の昭和史』は、満州事変あるいは五・一五事件や二・二六事件から始まる昭和初期以降の軍部独裁やそれに関連した様々な事象に対して、石原莞爾や北一輝らの日蓮主義者がどのように関知したかを中心に、ゾルゲ事件で刑死することとなる尾崎秀実に扮した主人公の視点から描いた、宗教関連小説の代表作ともいえる。
なおペンネームの由来は、「大吉寺内 成田有恒様」宛の郵便物を受け取った時、大吉と寺内を引っくり返すというアイデアから生まれたものである。

## 文学賞受賞歴
- 1955年 - 「サンデー毎日」大衆文芸文芸賞入選『逢春門』
- 1956年 - 第8回オール新人杯『黒い旅路』
- 1960年 - 第44回直木三十五賞『はぐれ念仏』
- 1983年 - 第37回毎日出版文化賞『念佛ひじり三国志』

## 主な著作
- 『だいこく』朋文社, 1957
- 『歓喜まんだら』新流社, 1960
- 『はぐれ念仏』文藝春秋新社、1961 のち学研M文庫
- 『花の仮面』大和出版, 1961
- 『女犯』東京文芸社, 1961
- 『白い水路』東方社, 1961
- 『競輪上人随聞記』講談社, 1961
- 『はぐれ説教』雪華社, 1961
- 『十四匹目の魔族』東方社, 1961
- 『白色の虹』東方社, 1962
- 『諸国好色パトロール』桃源社, 1962
- 『悪名を斬る』桃源社, 1962
- 『雲を越えよ』東京文芸社, 1962
- 『黒の星座』東方社, 1962
- 『風流いろはカルタ』桃源社, 1962
- 『艶笑いろはカルタ』桃源社, 1963
- 『名なし如来』講談社, 1963
- 『艶色千夜一夜』桃源社, 1963
- 『妖は生きている』東方社, 1963
- 『貴様と俺とは』秋元書房, 1964
- 『大吉千夜一夜』桃源社, 1964
- 『女流戦国』桃源社, 1964
- 『大吉浮世ばなし』双葉社, 1965
- 『小説すえつむ花』春歩堂, 1965
- 『一押し二金』桃源社, 1966
- 『人買い次郎』桃源社, 1966
- 『大吉三道楽』日本文芸社, 1967
- 『絶倫和尚ガキ道帖』双葉社, 1968
- 『ギャンブルのすすめ』山王書房, 1968
- 『寺内大吉マージャン道場』鶴書房, 1969
- 『大吉“攻め"麻雀』文藝春秋, 1969
- 『旅情まんだら』集団形星, 1970
- 『寺内大吉・旅行商売潜行記』日本交通公社 1970
- 『小説プロ野球』立風書房 1970
- 『仏教入門』三崎書房, 1971、のち「ほとけの救い　仏教入門」心交社、一粟社
- 『雀鬼三国志』桃園書房, 1972
- 『生きるということ死ぬということ』三崎書房, 1972
- 『賭けごと師』広済堂出版, 1973
- 『他力本願』昭文社出版部, 1973
- 『野獣になるんだ』桃園書房, 1973
- 『怪物 王貞治』学習研究社,ユアコースシリーズ 1975
- 『寺内大吉スポーツ文学全集』全4巻 日本スポーツ出版社, 1975-76
- 『栄光への反逆』スポーツニッポン新聞社出版局, 1975
- 『雀鬼群盗伝』桃園書房, 1977
- 『男の生きざま 強靭な精神をつくる24の行動学』ロングセラーズ, 1979
- 『死は明日こない』水書坊, 1981
- 『念仏ひじり三国志 法然をめぐる人々』全5巻 毎日新聞社, 1982-83
- 『はるかなる座標 仏教ずいひつ』毎日新聞社, 1984
- 『浄土物語 人間釈尊との出会いを求めて』PHP研究所, 1985
- 『沢庵と崇伝 黒衣はためく日々』上下、毎日新聞社, 1986
- 『立ち止まるな善導 法然・親鸞思想の源流に挑む』毎日新聞社, 1988
- 『化城の昭和史 二・二六事件への道と日蓮主義者』上下、毎日新聞社, 1988 のち中公文庫
- 『心と頭を鍛えるための仏教小話集』PHP研究所, 1989
- 『念仏の波は限りなく』成田有恒名義 浄土宗, 1992
- 『女人をホトケとなし給う 女流法然』毎日新聞社, 1993
- 『肚のつくり方 肚をすえる、肚をくくる、肚を切る･･･男なら太っ腹で生きてみろ』ごま書房, 1993
- 『平成辻説法』日本能率協会マネジメントセンター, 1993
- 『死を迎えるこころ 悠々と老い、大らかに死ぬということ』日本文芸社, 1996
- 『男の道場 "人生の勉強代"をケチッて、自分の器を小さくしていないか』ごま書房, 1998
- 『念仏の叛乱』大東出版社 1998
- 『石山本願寺戦争 続念仏の叛乱』大東出版社, 1998
- 『慟哭の明治仏教』全3巻 四恩社, 1999
- 『法然讃歌 生きるための念仏』中公新書, 2000
- 『法然のことば』鈴木出版, 2001

### 共編著
- 『暮しに生かす仏教成語辞典』栗田順一共編 東京堂出版, 1990
- 『史脈瑞應 「近代説話」からの遍路』永井路子共著 大正大学出版会, 2004

## 出演作品

### 映画
- やぶにらみニッポン（1963年、東宝） - 海田千山

### テレビドラマ
- ウルトラマンタロウ 第2話「その時ウルトラの母は」・第3話「ウルトラの母はいつまでも」（TBS / 円谷プロ） - ボクシングジム会長

### テレビ番組
- 新日本紀行 「高速道路下の人情通り 〜東京・三軒茶屋〜」(1978年、NHK)